# Ramoneskidz: Russian DIY Tribute to the Ramones
Ramoneskidz: Russian DIY Tribute to the Ramones — первый российский трибьют-альбом группы Ramones, вышедший в 2005 году.

## Об альбоме
Компиляция включает 29 кавер-версий (две из которых были переведены на русский язык) выполненные в различных музыкальных стилях: от классического панк-рока до блюза, ска, сёрфа и блэк-метала. На сборнике представлены группы со всей России — Москва, Красноярск, Санкт-Петербург, Ярославль, Северодвинск, Уфа, Нижнекамск, Новороссийск и Великий Новгород, а также команды из Беларуси и США.

## Список композиций
1. В бега — Do You Remember Rock ‘n’ Roll Radio?
2. Dante.Koma — Havana Affair
3. Все стволы — The Job That Ate My Brain
4. Супермаркет — Questioningly
5. P.P.Ska — The KKK Took My Baby Away
6. Banana Gang — Somebody Put Something in My Drink
7. I am BAD — The Сrusher
8. Вышка! — R.A.M.O.N.E.S.
9. Коллекция дней — Смертельный яд (Poison Heart)
10. Ramonakids — I Won’t Let it Happen
11. Коко Брайс — Main Man
12. Ляпис Трубецкой — I Wanna Be Your Boyfriend
13. Александр Тон и компания — She Talks to Rainbows
14. Нулевая позиция — Got a Lot to Say
15. Rossomahaar — Cretin Family
16. Пупсы — Strength to Endure
17. The Wanted — Chasing the Night
18. Susan & The SurfTones — Chinese Rock
19. Витамин роста — Rock ‘n’ Roll High School
20. Куски — My Brain is Hanging Upside Down (Bonzo Goes to Bitburg)
21. Туалета нет — Pinhead
22. Кабзон — Rockaway Beach
23. Nasty Smile’s (ex-Литр в час) — Psycho Therapy
24. Тени Свободы — I Wanna Be Your Boyfriend
25. Семнадцать оборотов — I Don’t Care
26. Фиги — We Want the Airwaves
27. С. П.А. — Outsider
28. Шлюз — Sheena Is a Punk Rocker
29. Тараканы! — I Believe In Miracles (Live)

## RAMONESmafia: Russian Tribute

RAMONESmafia: Russian Tribute

История его создания берёт своё начало в августе 2004 года, когда независимый рекорд лейбл «FM Молчит Records» объявил о сборе фонограмм для проекта «RAMONESmafia: Russian Tribute». В октябре того же года конкурс был завершен. Список групп-участников приобрел следующий вид:

### Список композиций
1. Тараканы! — I Believe in Miracles
2. Коллекция дней — Смертельный яд (Poison Heart)
3. Три 15 — Teenage Lobotomy
4. Вышка! — R.A.M.O.N.E.S.
5. Кеды — I Making Monsters For My Friends
6. Тени свободы — I Wanna Be Your Boyfriend
7. P.P. Ska — The KKK Took My Baby Away
8. Dante.Koma — Havana Affair
9. Mortifer — Somebody Put Something in My Drink
10. I am BAD — The Crusher
11. Zuname — Wart Hog
12. В бега — Do You Remember Rock ‘n’ Roll Radio?
13. Коко Брайс — Main Man
14. Клякс — Gimme Gimme Shock Treatment
15. Празник — Pet Sematary
16. Подкассетник — The Crusher
17. Все стволы — The Job That Ate My Brain
18. Rossomahaar — Cretin Family
19. Супермаркет — Questioningly
20. Ляпис Трубецкой — I Wanna Be Your Boyfriend
21. Штабеля — We Want the Airwaves
22. Вышка! feat. Astroman — Planet Earth 2008
23. Ва-БанкЪ — Do You Wanna Dance?
24. Четыре таракана — Crummy Stuff
25. Шлюз — Sheena is a Punk Rocker
26. Singer Vinger — I Just Wanna Have Something to Do
27. Витамин роста — Rock ‘n’ Roll High School
28. Кабзон — Rockaway Beach
29. Zuname feat. Будка (a.k.a. Степан Максимов) — Here Today, Gone Tomorrow

Релиз диска, намеченный на ноябрь 2004 года, несколько раз переносился на более поздний срок. В итоге, по некоторым причинам, «FM Молчит Records» приостановил свою деятельность, так и не выпустив запланированный трибьют.

## Фестиваль «Ramoneskidz» в клубе Релакс
6 октября 2005 года в московском клубе «Релакс» состоялся фестиваль-презентация «Ramoneskidz», организованный www.ramones.ru, в котором приняли участие 8 групп из России и Белоруссии: No Brakes! (Москва), Rumbles (Москва), Cretin Boys (Москва), Braindead (Москва), «Кабзон» (Великий Новгород), I am BAD (Ярославль), «Семнадцать оборотов» (Минск), Zuname (Москва).